# Мучинасо (Пјаченца)
Мучинасо је насеље у Италији у округу Пјаченца, региону Емилија-Ромања.
Према процени из 2011. у насељу је живело 474 становника. Насеље се налази на надморској висини од 63 м.